# Yomiuri Shimbun
O Yomiuri Shimbun (新聞売新聞) é um jornal japonês publicado em Tóquio, Osaka, Fukuoka e outras grandes cidades japonesas. Faz parte do Yomiuri Group, um dos maiores conglomerados de mídia do Japão. É um dos cinco jornais nacionais do país; os outros quatro são o Asahi Shimbun, o Mainichi Shimbun, o Nihon Keizai Shimbun e o Sankei Shimbun. A sede está localizada em Otemachi, Chiyoda, em Tóquio.
Fundado em 1874, o Yomiuri Shimbun é creditado como tendo a maior circulação de jornais do mundo, tendo uma circulação combinada de manhã e noite de 14 323 781 até janeiro de 2002. Em 2010, o diário foi o número um na lista dos maiores jornais do mundo. com uma circulação de 10 021 000. Em meados de 2011, ainda tinha uma circulação combinada de manhã e noite de quase 13,5 milhões para sua edição nacional. O jornal é impresso duas vezes por dia e possui várias edições locais diferentes.
O jornal também é conhecido por haver criado o Prêmio Yomiuri de Literatura em 1948. Seus vencedores incluíram Yukio Mishima e Haruki Murakami.

## História

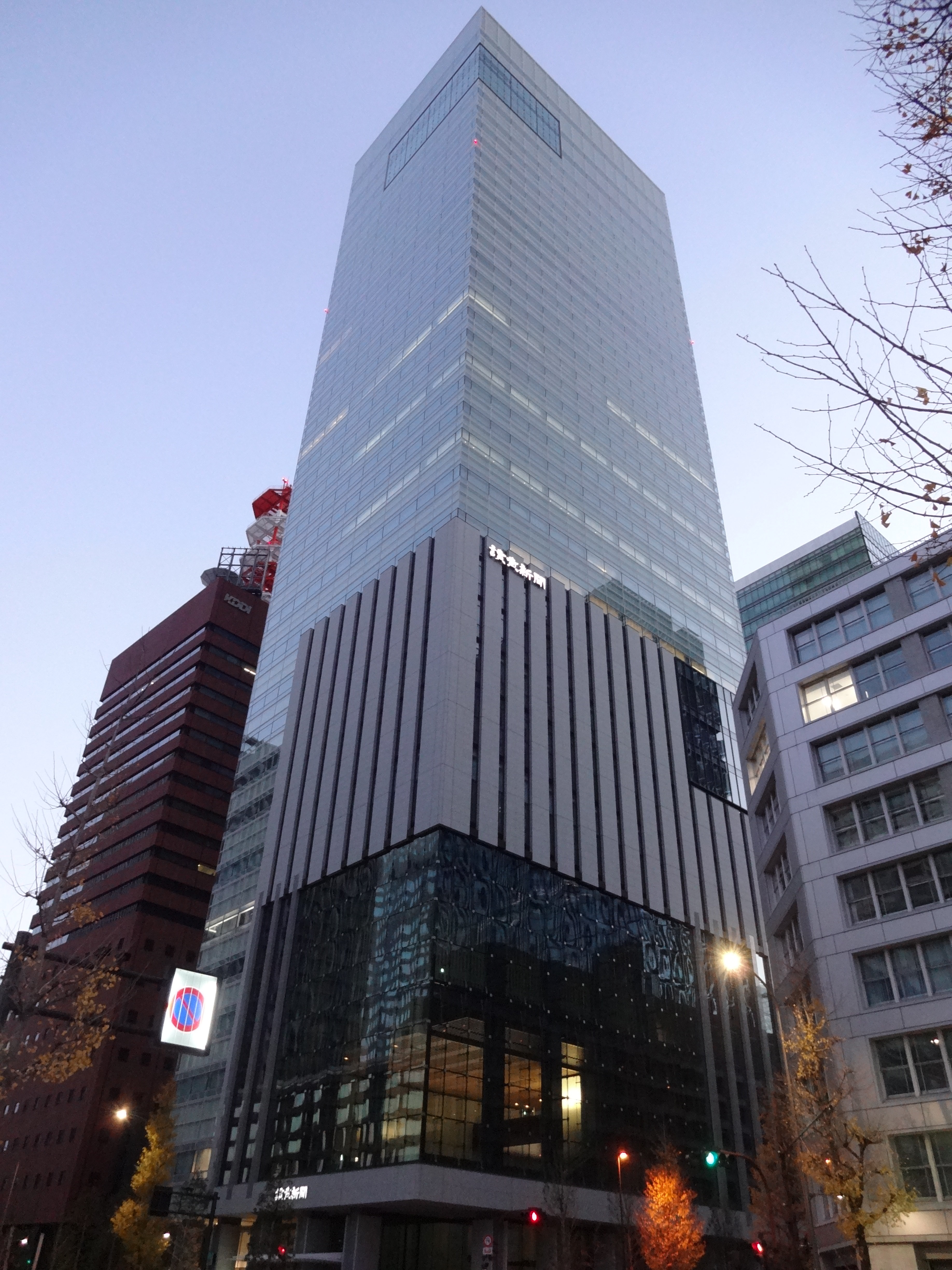
Sede atual do Yomiuri Shimbun em Tóquio.

O Yomiuri Shimbun foi lançado em 1874 pela empresa de jornais Nisshusha como um pequeno jornal diário. Durante as décadas de 1880 e 1890, o jornal passou a ser conhecido como uma publicação de artes literárias, com sua inclusão regular de obras de escritores como Ozaki Kōyō.
Em 1924, Shoriki Matsutaro assumiu a administração da empresa. Suas inovações incluíram melhor cobertura de notícias, um guia de programação de rádio de página inteira e a criação do primeiro time de beisebol profissional do Japão (agora conhecido como o Yomiuri Giants).
A ênfase do jornal mudou para uma ampla cobertura de notícias direcionada a leitores na área de Tóquio. Em 1941, teve a maior circulação de qualquer jornal diário na área de Tóquio. Em 1942, durante a Segunda Guerra Mundial, fundiu-se com o Hochi Shimbun e mudou o nome para Yomiuri-Hochi.
O Yomiuri foi o centro de um escândalo trabalhista em 1945 e 1946. Em outubro de 1945, um "grupo de democratização" do pós-guerra pediu a remoção de Shoriki Matsutaro, que havia apoiado as políticas do Japão Imperial durante a guerra. Quando Shoriki respondeu com a demissão de cinco das principais figuras desse grupo, os escritores e editores realizaram a primeira greve de "controle de produção" em 27 de outubro de 1945. Esse método de greve tornou-se uma importante tática sindical nas indústrias de carvão, ferrovia e outras indústrias durante o período pós-guerra. Shoriki Matsutaro foi preso em dezembro de 1945 como criminoso de guerra de Classe A e enviado para a Prisão de Sugamo. Os funcionários do Yomiuri continuaram a produzir o jornal sem atender às ordens executivas até uma batida policial em 21 de junho de 1946. Matsutaro foi libertado em 1948 depois de concordar em trabalhar com a CIA como colaborador e informante, segundo pesquisa do professor Tetsuo Arima da Universidade de Waseda. com base em documentos desclassificados armazenados na Administração de Documentos e Arquivos Nacionais dos Estados Unidos.

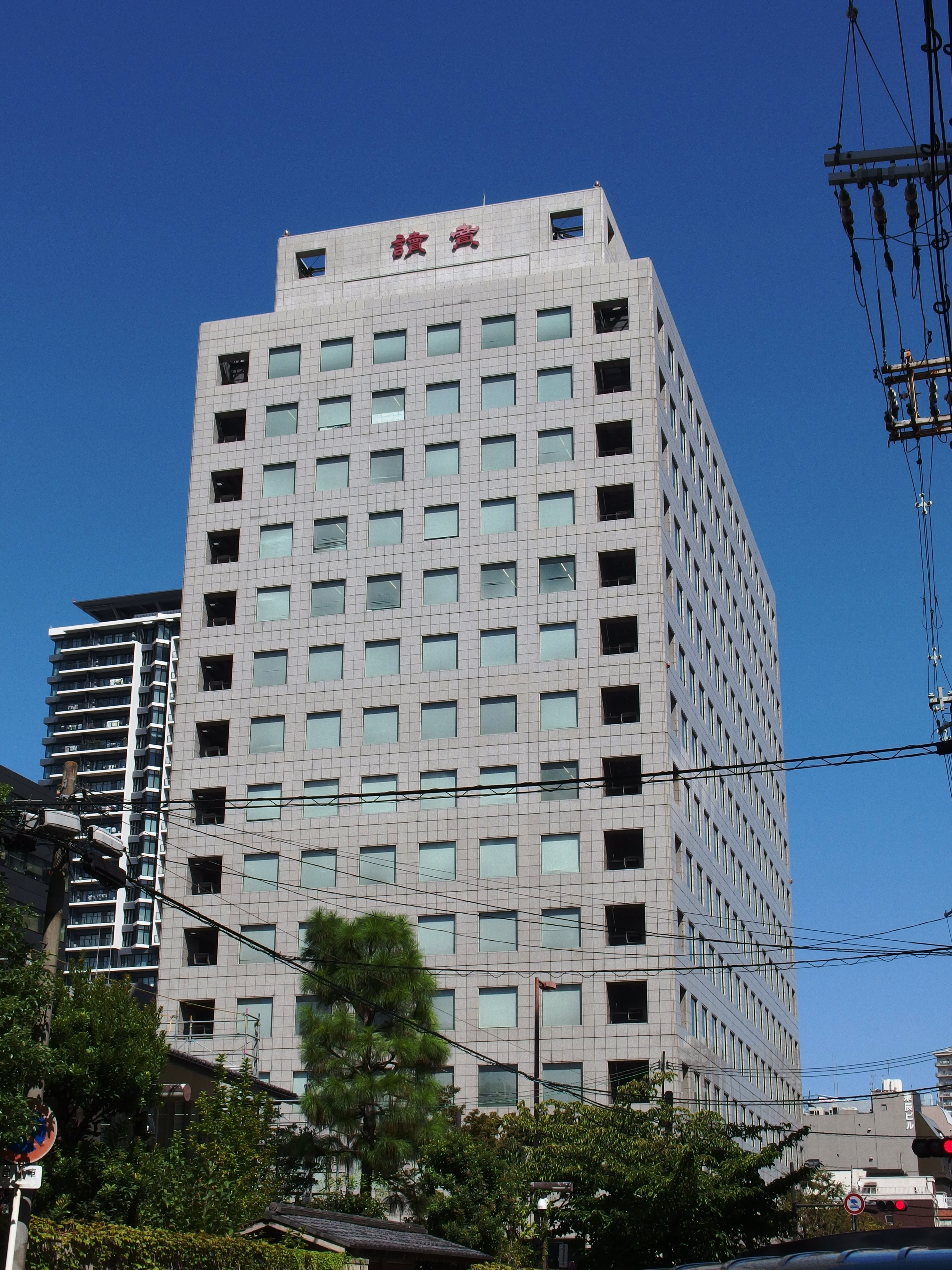
Escritório do Yomiuri Shimbun em Osaka

Em fevereiro de 2009, devido uma parceria com o The Wall Street Journal para edição, impressão e distribuição, a partir de março, as principais manchetes da edição asiática do jornal passaram a ser resumidas na edição da noite do Yomiuri em língua japonesa.
O jornal possui também a coluna de conselhos Jinsei Annai.
O Yomiuri tem uma história de promoção de energia nuclear no Japão. Durante a década de 1950, Matsutaro Shoriki, editor-chefe do Yomiuri, concordou em usar seu jornal para promover a energia nuclear no Japão para a CIA. Em maio de 2011, quando o então primeiro-ministro japonês Naoto Kan pediu à Chubu Electric Power Company para desligar várias de suas usinas nucleares de Hamaoka devido a preocupações com segurança, o Yomiuri respondeu com críticas, classificando o movimento como "abrupto" e uma situação difícil para os acionistas da Chubu Electric. O jornal escreveu que Kan "deve refletir seriamente sobre a maneira como ele fez o seu pedido". Em seguida, ele seguiu com um artigo perguntando sobre o quão perigoso Hamaoka realmente era e chamou o pedido de Kan "um julgamento político que ia além do merecimento tecnológico". No dia seguinte, os danos nos tubos dentro do condensador foram descobertos em uma das usinas, após um vazamento de água do mar no reator.
Em 2012, o jornal informou que o ministro da agricultura Nobutaka Tsutsui havia divulgado informações secretas para uma empresa agrícola chinesa. Tsutsui processou o jornal por difamação e recebeu indenização de 3,3 milhões de ienes em 2015, alegando que a verdade das alegações não pôde ser confirmada.

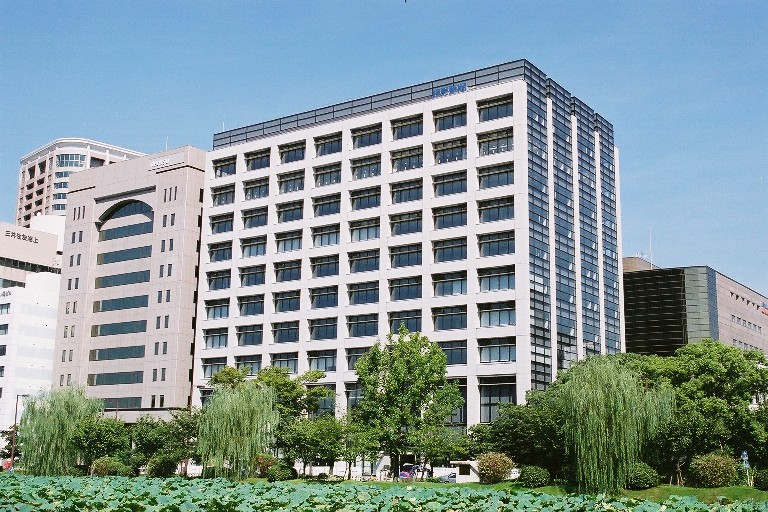
Escritório do Yomiuri Shimbun em Fukuoka

Em novembro de 2014, o jornal pediu desculpas depois de usar a frase "escrava sexual" para se referir às mulheres do conforto, após as críticas à cobertura do programa de sequestro do Japão na Segunda Guerra Mundial do Asahi Shimbun.

## Orientação política
O Yomiuri Shimbun é politicamente conservador e às vezes considerado um jornal de centro-direita.
O jornal Yomiuri disse em um editorial em 2011 "Nenhum material escrito apoiando a alegação de que autoridades governamentais e militares estavam envolvidas no recrutamento forçado e sistemático de mulheres de conforto foi descoberto", e que considerou o Asian Women's Fund, criado para compensar para abusos em tempos de guerra, como um fracasso baseado em um mal-entendido da história. O New York Times relatou declarações similares anteriormente, escrevendo que "o maior jornal do país, o Yomiuri Shimbun, aplaudiu as revisões" sobre remover a palavra "forçado" de se referir às trabalhadoras trazidas para o Japão no período pré-guerra e revisar a controvérsia das mulheres de conforto. Mais recentemente, os editoriais do Yomiuri se opuseram ao governo do Partido Democrático do Japão e denunciaram a desnuclearização como "uma opção não viável".

## Outras publicações
O Yomiuri também publica o The Japan News (anteriormente chamado The Daily Yomiuri), um dos maiores jornais do Japão em língua inglesa.[carece de fontes?] O jornal também é responsável pelo Hochi Shimbun, um jornal diário voltado a esportes, além de revistas e livros semanais e mensais.
A Yomiuri Shimbun Holdings é proprietária da editora Chuokoron-Shinsha, adquirida em 1999, e da rede de TV Nippon Television. É um membro da Asia News Network. O jornal é conhecido como o patrono financeiro de facto do time de beisebol Yomiuri Giants. Eles também patrocinam o Prêmio de Melhor Romance Fantástico do Japão anualmente. É patrocinadora do Mundial de Clubes da FIFA toda vez que é realizado no Japão desde 2006.

## Mídias digitais
Em novembro de 1999, o Yomiuri Shimbun lançou um CD-ROM intitulado "O Yomiuri Shimbun na Era Meiji", que forneceu arquivos pesquisáveis de artigos de notícias e imagens do período que foram digitalizados a partir de microfilmes. Esta foi a primeira vez que um jornal possibilitou a busca de imagens digitalizadas de fotos e artigos de jornais impressos.
Os CD-ROMs subsequentes, "Era Taishō", "Era Showa entreguerras - I", e "Era Showa entreguerras - II" foram concluídos oito anos após o projeto ter sido concebido pela primeira vez. "A Recuperação do Pós-Guerra", a primeira parte de uma série da Era Showa no pós-guerra, que inclui histórias e imagens de jornais até 1960 também foi disponibilizada no Japão.
O sistema de indexação de cada artigo de jornal e imagem torna os arquivos mais fáceis de pesquisar, e os CD-ROMs foram bem recebidos pelos usuários como resultado. Este recurso digital está disponível na maioria das principais bibliotecas acadêmicas nos Estados Unidos.

## Grupo Yomiuri
O conglomerado do Grupo Yomiuri possui várias empresas, incluindo:
- Yomiuri Giants, time de beisebol
- Nippon TV, rede de televisão
- Yomiuri TV, emissora de televisão local em Osaka
- Chuokoron-Shinsha, editora
- Yomiuriland, um parque de diversões
- Yomiuri Advertising Agency (agência de publicidade, também conhecida como "Yomiko", vendida anos mais tarde para a empresa de publicidade e relações públicas Hakuhodo)